# ガジプル
ガジプル(ベンガル語: গাজীপুর)はバングラデシュのダッカ管区のガジプル県の都市である。2011年の人口は約21万人である。 ダッカ工学技術大学、イスラム技術大学の所在地である。